# Seven de Los Andes
El Seven de Los Andes es un torneo oficial de Rugby 7 o Seven a Side correspondiente al Circuito de Seven a Side Arusa y es organizado por Universidad Católica. Fue creado en el año 2011.
La edición correspondiente al año 2020 fue cancelada debido a la pandemia del COVID-19.

## Campeones
| Año  | Copa     | Campeones            |
| ---- | -------- | -------------------- |
| 2011 |          | PWCC                 |
| 2011 |          | Sporting             |
| 2011 |          |                      |
| 2012 |          | Viña RC              |
| 2012 |          | Universidad Católica |
| 2012 |          | Old Georgians        |
| 2012 | Estímulo | Stade Francais       |
| 2013 |          | Universidad Católica |
| 2013 |          | Stade Francais       |
| 2013 |          | UST                  |
| 2013 | Estímulo | Alumni               |
| 2014 |          | Old Reds             |
| 2015 |          | Stade Français       |
| 2016 |          | Universidad Católica |
| 2017 |          | Old Boys             |
| 2018 |          | PWCC                 |
| 2019 |          | Alumni               |
| 2023 |          | PWCC                 |